# Piarista utca (Budapest)
A Piarista utca Budapest V. kerületében, az egykori Pest központjában található, a Váci utcát köti össze a Március 15. térrel.

## Története
Az utca elődje a 17. század végén újjáépülő pesti Városház teret kötötte össze a Duna partjával. A 18. század közepétől fogva – az utcában dolgozó harisnyakötőműhely miatt – Kötő utca (németül Strickergasse) néven volt ismert, de nevezték Piarista utcának (Piaristengasse) is, mivel Városház téren a piarista rendház és gimnázium északkeleti sarka mellett kezdődött. 1874-ben a Fővárosi Közmunkák Tanácsa a Kötő utca elnevezést hagyta jóvá.
Miután 1900-ban (az akkor épülő Erzsébet híd és a Hatvani utca összekötése céljából) lebontották a régi pesti városházát, a környék jelentősen megváltozott. A korábbi Városház tér helyén 1913 és 1917 között fölépült az új piarista rendház és gimnázium, majd 1931-ben lebontották a régi, Duna-parti piarista épület megmaradt részeit. Így a Kötő utca nyugati része az Eskü tér (később Március 15. tér) része lett, keletről pedig meghosszabbodott a korábbi Városház tér északi házaival (a Vasudvartól kezdve, amely eredetileg a Városház téren állt). A változásra tekintettel az utca 1917-ben hivatalosan a Piarista utca nevet kapta.
1953-ban a kommunista hatóságok a piaristák épületét államosították, és az Eötvös Loránd Tudományegyetem bölcsészkara számára utalták ki. A rend intézményei a Mikszáth Kálmán térre költöztek. Ugyanebben az évben az utcát Pesti Barnabás kommunista aktivistáról, a nyilas diktatúra egyik áldozatáról nevezték el.
A rendszerváltás során a Fővárosi Önkormányzat meghagyta az utca nevét, mert névadójának nem volt szerepe a kommunista önkényuralmi rendszerben. Viszont a Fővárosi Tanács már 1987 júliusában úgy döntött, hogy Piarista köznek nevezik el a Kígyó utca folytatásában a piarista ház alatt átvezető fedett átjárót, az addig hivatalosan névtelen „piarista kaput”. Az új utcanévtábla akkor még pusztán emlékező gesztus volt, hiszen az átjáró fölötti épületben az Eötvös Loránd Tudományegyetem működött.
A rendszerváltás és az egyházi ingatlanok visszaszolgáltatása után a piarista gimnázium és rendház 2011-ben költözött vissza régi épületébe, így akkor az utca történelmi elnevezése ismét időszerűvé vált. Ezért a rend kérésére a Belváros–Lipótváros önkormányzati közgyűlése 2011. december 8-án javasolta a fővárosi önkormányzatnak, hogy az utcát nevezze vissza Piarista utcává. A javaslatot a Fővárosi Közgyűlés 2012. október 3-án elfogadta, és úgy határozott, hogy a Piarista utca kapja vissza korábbi elnevezését. Az új utcanévtáblák fölszerelése 2013. január 16-án történt meg.

## Jelentősebb épületei
- Piarista Gimnázium (1. szám). Pest város legrégebbi gimnáziuma, amelyet 1717-ben alapítottak. Jelenlegi épülete Hültl Dezső terve szerint épült fel 1918-ra. Egykori kápolnájában működött évtizedekig az Egyetemi Színpad.
- Péterffy-palota (Kriszt-ház, 2. szám). A régi Pest egyetlen eredeti formában fönnmaradt világi barokk épülete, amelyben 1831 óta a Százéves Étterem működik.

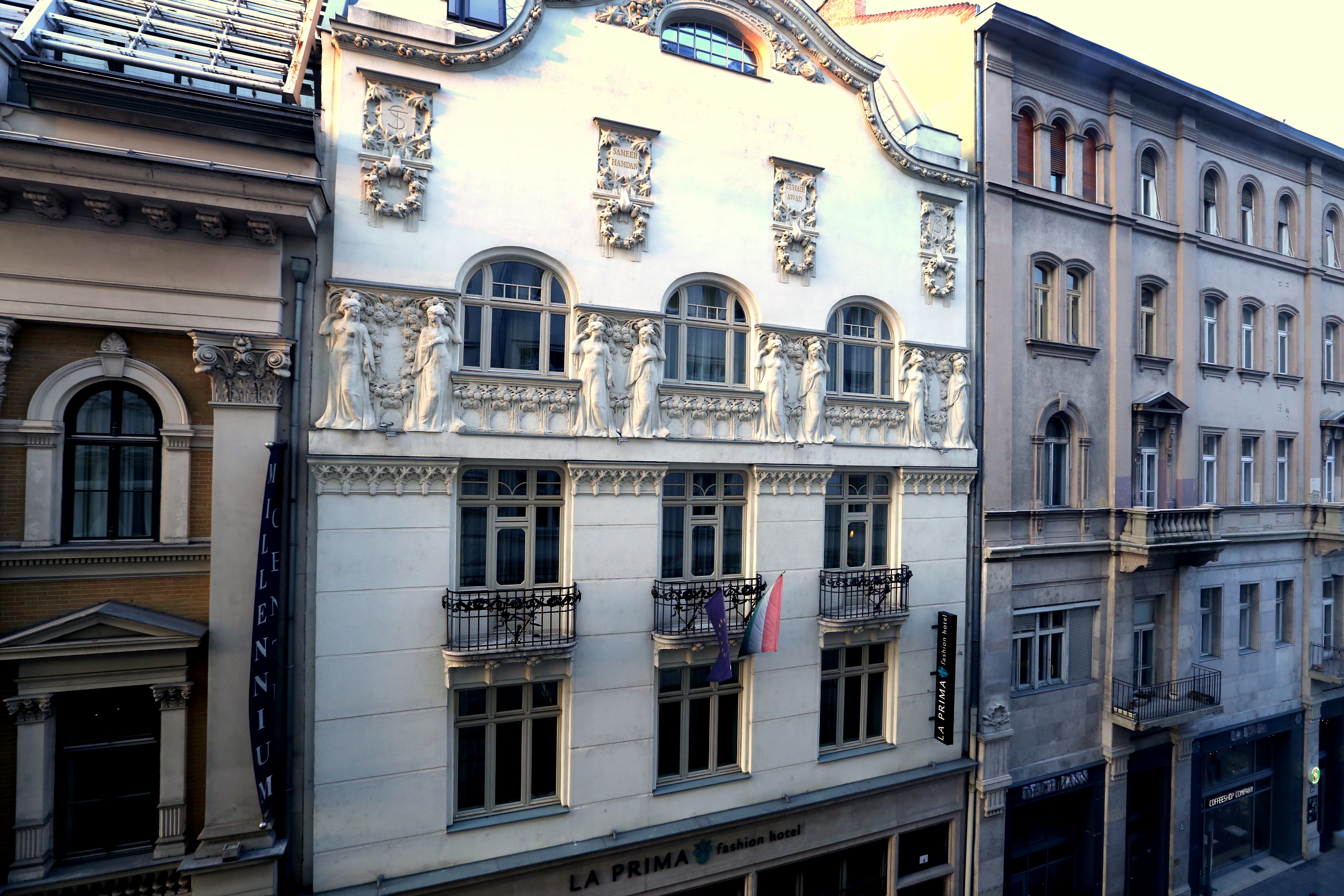
Staffenberg-ház

- Vasudvar (Millennium Center, 4. szám). Az egykori Városház téren álló épületben az 1870-es évek óta működött a Vasudvar nevű vasáru-kereskedés. 1996–97-ben helyén a Váci utca és a Régi posta utca felé is nyitott üzletház és szálloda épült Finta József tervei szerint, amely 1997-ben Millennium Center néven nyílt meg.[3]
- Staffenberg-ház (6. szám) 1904-ben épült (Weilerné) Staffenberg Mária számára (Fischer József és Scheer Izidor terve szerint. 2011 márciusától, jelentős felújítás után a La Prima Fashion Hotel és a Ristorante Taormina működik benne, amelynek tulajdonosai Sameer Hamdan és Zuhair Awad ingatlanbefektetők.[4]